# Język łatgalski

Zasięg języka łatgalskiego

Język łatgalski (latgaļu volūda) – etnolekt należący do wschodniego zespołu języków bałtyckich, blisko spokrewniony z językiem łotewskim. Oficjalnie określany jako „odmiana historyczna języka łotewskiego”, chociaż języki łotewski i łatgalski nie są wzajemnie zrozumiałe. Posługuje się nim ok. 150 tysięcy osób.

## Alfabet
A a Ā ā B b C c Č č D d E e F f G g Ģ ģ H h I i Ī ī Y y J j K k Ķ ķ L l Ļ ļ M m N n Ņ ņ O o Ō ō P p R r S s Š š T t U u V v Z z Ž ž